# 해리 포터와 아즈카반의 죄수
《해리 포터와 아즈카반의 죄수》(Harry Potter and the Prisoner of Azkaban)은 조앤 롤링의 소설 《해리 포터》 시리즈의 세 번째 책이다. 1999년 7월 8일 영국에서 발간되었으며, 같은 해 9월 8일 미국에서 발간되었다.

## 줄거리

### 1권
여름 방학을 맞이해 버논 더즐리의 여동생 마지 더즐리가 방문한 가운데 호그와트에서 돌아온 해리는 마지를 부풀어 오르게 한다. 집을 떠나 프리벳가를 걷던 중, 어둠 속에서 검은 개 한 마리를 발견하게 된다. 오갈 데 없는 해리는 갑자기 나타난 구조 버스를 타고 다이애건 앨리에 내렸다. 다이애건 골목에 있는 선술집 "리키 콜드런"에서 마법부 장관인 코넬리우스 퍼지를 만나게 된다. 미성년자 마법사로서 해리는 마법 사용이 금지되었기 때문에 퇴학을 각오했지만 퍼지 장관은 새로운 학기가 시작될 때까지 리키 콜드런에 숙식하고 외출은 다이애건 앨리와 리키 콜드런에만 머물러 있는 조건에 한해서 해리를 용서해 준다.
여름 방학 마지막 날, 해리는 위즐리 일가와 헤르미온느 그레인저를 만난다. 그날 밤 "리키 콜드런"에서 위즐리 부부의 대화를 엿들은 해리는 볼드모트의 부하로, 해리의 부모를 배신하고 두 사람을 죽음으로 내몬 인물이며 아즈카반을 탈옥한 시리우스 블랙이 자신의 목숨을 노리고 있다는 것을 알게 된다. 호그와트로 가는 열차 안에서 갑자기 입맞춤으로 영혼을 빨아들이는 아즈카반의 간수 디멘터가 침입하였고, 해리는 기절하게 된다. 그러나 새 어둠의 마법 방어술 교수인 리무스 루핀이 디멘터들을 물리친다. 학교에 도착한 해리와 론, 그리고 헤르미온느는 디멘터들이 이번 해 동안 호그와트에 배치될 것이라는 사실을 덤블도어에 의해 알게 된다. 그 뒤 루베우스 해그리드의 첫 수업에서 드레이코 말포이가 히포그리프 벅빅을 자극하여 발톱에 베이게 된다. 호그와트에서 해리는 디멘터들 때문에 많은 어려움을 겪게 되고, 심지어는 퀴디치 경기 도중 디멘터와 마주쳐 추락하는 일까지 벌어지고 해리의 빗자루인 님부스 2000이 부서진다. 이에 해리는 루핀 교수와 패트로누스 마법을 연습하기로 결심한다.
해리는 호그스미드 허가서에 사인을 받지 못했기 때문에 호그스미드에 갈 수 없었으나, 투명 망토와 위즐리 쌍둥이가 준 호그와트 비밀 지도 덕분에 몰래 호그스미드로 갈 수 있게 된다. 호그스미드 안에서 해리는 퍼지 장관과 미네르바 맥고나걸 교수, 필리우스 플리트윅 교수 그리고 루베우스 해그리드가 시리우스 블랙은 해리 부모님의 절친한 친구였으나, 블랙이 포터 부부의 비밀 파수꾼이 된 이후로 그는 볼드모트에게 정보를 넘겨 해리의 부모님을 죽게 했고, 더불어 13명의 머글들과 그의 옛 친구였던 피터 페티그루까지 살해했다는 말을 엿듣게 된다. 한편, 론의 쥐인 스캐버스가 사라지자 론은 헤르미온느의 고양이, 크룩생크가 그를 잡아먹었다고 의심하고, 둘의 우정은 흔들리게 된다.
그 뒤 크리스마스에 소포가 오는데 그것은 최고의 빗자루인 파이어볼트였다. 하지만 그 빗자루를 시리우스 블랙이 보냈다고 생각한 헤르미온느에 의해 징크스 테스트에 들어간다.
2권
루시우스 말포이는 루베우스 리드를 고소하여 벅빅은 사형 선고를 받게 된다. 이에 해리와 론, 그리고 헤르미온느는 벅빅을 구하기 위해 온갖 노력을 하지만, 판결을 되돌릴 수는 없었고, 그들은 사형 집행인이 벅빅에게 도끼를 내려치는 소리를 듣게 된다. 갑자기 스캐버스가 다시 나타났고, 론은 스캐버스를 쫓아가지만, 해리가 올해 들어서 3번이나 봤던 검은 개에 의해 공격당하고 말았다. 그 개는 론을 비명을 지르는 오두막집으로 끌고 가고, 해리와 헤르미온느는 론을 구하기 위해 오두막집 안으로 들어가야 했다. 그들이 오두막집으로 들어가자마자, 검은 개는 시리우스 블랙의 원래 모습으로 되돌아온다. 그때, 루핀 교수가 오두막집 안으로 들어오고, 시리우스와 루핀은 해리와 친구들에게 모든 것을 설명해 주기 시작한다. 루핀 교수 자신은 늑대인간이며, 해리의 아버지, 시리우스, 그리고 피터 패티그루 이 네 명이 모두 마법부에 등록되지 않은 애니마구스(동물로 변할 수 있는 마법사)들이었으며, 론의 쥐 스캐버스는 사실 피터 페티그루라는 사실과 함께, 시리우스가 아니라 피터가 해리의 부모님을 배신했다는 사실까지 알려준다. 그때 갑자기 스네이프 교수가 나타나 루핀에게 지팡이를 겨눈다. 루핀과 시리우스가 해명을 하지만, 스네이프는 그들의 말을 듣지 않고 시리우스를 디멘터에게 넘기려 했고, 해리와 그의 친구들은 스네이프에게 마법을 쏘아 기절시킨다. 루핀과 시리우스는 변신한 페티그루를 원래 모습으로 되돌리고 그를 죽이려 하지만, 해리는 자신의 부모님이라도 그를 죽이는 걸 원치 않았을 거라며, 그 두 사람을 말린다. 그들이 페티그루를 디멘터에게 넘겨주기 위해 호그와트로 향하는 순간, 늑대인간으로 변하지 않는 약을 잊고 먹지 않은 루핀이 늑대인간으로 변해버리고,피터 페티그루는 쥐로 변해 도망친다. 그때, 시리우스 블랙이 검은 개로 변신하여 루핀을 쫓지만, 공교롭게도 때마침 디맨터들이 나타나 해리와 시리우스는 정신을 잃는다.
병동에서 해리와 친구들은 시리우스가 곧 디멘터의 입맞춤을 받아 영혼을 잃어버리게 될 것이라는 사실을 듣게 된다. 덤블도어는 헤르미온느에게 그녀가 가지고 있는 시간을 되돌리는 시계를 사용하라 조언하고, 해리와 헤르미온느는 과거로 돌아가 벅빅을 구출하고, 해리는 패트로누스 마법으로 수많은 디멘터들을 물리친다. 이후, 해리와 친구들은 방학을 맞이해 집으로 돌아가게 된다. 한편, 스네이프 교수가 아이들에게 루핀이 늑대인간이라는 사실을 폭로해, 루핀 교수는 교직을 떠나게 되고, 어둠의 마법 방어술 교수직은 다시 1년 만에 없어지게 되는 상황이 된다.

## 장별 제목
1. Owl Post(부엉이 집배원)
2. Aunt Marge's Big Mistake(마지 아줌마의 커다란 실수)
3. The Knight Bus(나이트 버스)
4. The Leaky Cauldron(리키 콜드런)
5. The Dementor(디멘터)
6. Talons and Tea Leaves(갈고리 발톱과 찻잎)
7. The Boggart in the Wardrobe(벽장 속의 보가트)
8. Flight of the Fat Lady(달아난 뚱보 여인)
9. Grim Defeat(쓰라린 패배)
10. The Marauder's Map(호그와트의 비밀 지도)
11. The Firebolt(파이어볼트)
12. The Patronus(패트로누스)
13. Gryffindor Verses Ravenclaw(그리핀도르 대 래번클로)
14. Snape's Grudge(스네이프 교수의 원한)
15. The Quidditch Final(퀴디치 결승전)
16. Proffesor Trelawney's Prediction(트릴로니 교수의 예언)
17. Cat, Rat, and Dog(고양이와 쥐와 개)
18. Moony, Wormtail, Padfoot, and Prongs(무니, 웜테일, 패드풋과 프롱스)
19. The Servant of Lord Voldemort(볼드모트의 부하)
20. The Dementor's Kiss(디멘터의 입맞춤)
21. Hermione's Secret(헤르미온느의 비밀)
22. Owl Post Again(새로 온 부엉이 집배원)